# Copa México 1968/69
Die Copa México 1968/69 war die 27. Austragung des Fußball-Pokalwettbewerbs seit Einführung des Profifußballs in Mexiko. Das Turnier begann am 4. April 1968 mit den Begegnungen zwischen dem Club América und dem Club León (2:0) sowie zwischen dem CF Atlas und dem CF Laguna (2:1) und endete mit dem am 2. März 1969 ausgetragenen Finale zwischen Cruz Azul und CF Monterrey.
Teilnahmeberechtigt waren die 16 Mannschaften, die in Saison 1968/69 in der höchsten Spielklasse vertreten waren. Pokalsieger wurde zum ersten Mal in ihrer Geschichte die Mannschaft des CD Cruz Azul, die in derselben Saison auch den Meistertitel und somit das Double gewann.

## Modus
Das Turnier begann mit vier Vorrundengruppen, denen jeweils vier Mannschaften zugeteilt waren. In der Gruppenphase spielten alle Mannschaften aus derselben Gruppe jeweils zweimal gegeneinander, wobei sie jeweils einmal Heimrecht hatten und einmal auswärts antraten. Die jeweils beiden Bestplatzierten qualifizierten sich für die im K.-o.-System ausgetragene Endrunde. Sowohl das Viertel- als auch das Halbfinale wurden in Hin- und Rückspielen mit je einem Heimrecht der beiden Kontrahenten ausgetragen, während das Endspiel im Aztekenstadion von Mexiko-Stadt stattfand.

## Vorrunde
Die Begegnungen des Achtelfinals wurden zwischen dem 4. April und 1. September 1968 ausgetragen. Die nachfolgende Bezeichnung der Gruppen (mit A, B, C und D) erfolgt nur der besseren Übersicht wegen, aber ansonsten rein willkürlich, da die genaue Bezeichnung der Gruppen nicht überliefert ist. Die Sortierung berücksichtigt jedoch, dass die qualifizierten Mannschaften aus den hiesigen Gruppen A und B sowie aus den Gruppen C und D im Viertelfinale über Kreuz (Gruppensieger gegen den Zweitplatzierten der anderen Gruppe) gegeneinander antreten mussten.

### Gruppe A
| Pl. | Verein       | Sp. | S | U | N | Tore    | Diff. | Punkte |
| --- | ------------ | --- | - | - | - | ------- | ----- | ------ |
| 1.  | Club Necaxa  | 6   | 4 | 0 | 2 | 011:700 | +4    | 08:40  |
| 2.  | CD Cruz Azul | 6   | 3 | 1 | 2 | 008:500 | +3    | 07:50  |
| 3.  | CF Laguna    | 6   | 2 | 1 | 3 | 006:800 | −2    | 05:70  |
| 4.  | CF Atlas     | 6   | 2 | 0 | 4 | 005:100 | −5    | 04:80  |

| 4. April 1968   |     |                                        |
| CF Atlas        | 2:1 | CF Laguna \| Estadio Jalisco           |
| 7. April 1968   |     |                                        |
| CD Cruz Azul    | 2:1 | Club Necaxa \| Estadio 10 de diciembre |
| 2. Mai 1968     |     |                                        |
| Club Necaxa     | 3:0 | CF Atlas \| Aztekenstadion             |
| 5. Mai 1968     |     |                                        |
| CF Laguna       | 1:0 | CD Cruz Azul \| Estadio San Isidro     |
| 2. Juni 1968    |     |                                        |
| CD Cruz Azul    | 3:0 | CF Atlas \| Estadio 10 de diciembre    |
| Club Necaxa     | 2:3 | CF Laguna \| Aztekenstadion            |
| 30. Juni 1968   |     |                                        |
| CD Cruz Azul    | 0:0 | CF Laguna \| Estadio 10 de diciembre   |
| 4. Juli 1968    |     |                                        |
| CF Atlas        | 0:1 | Club Necaxa \| Estadio Jalisco         |
| 10. August 1968 |     |                                        |
| CF Atlas        | 1:2 | CD Cruz Azul \| Estadio Jalisco        |
| 11. August 1968 |     |                                        |
| CF Laguna       | 1:2 | Club Necaxa \| Estadio San Isidro      |
| 29. August 1968 |     |                                        |
| Club Necaxa     | 2:1 | CD Cruz Azul \| Aztekenstadion         |
| CF Laguna       | 0:2 | CF Atlas \| Estadio San Isidro         |

### Gruppe B
| Pl. | Verein         | Sp. | S | U | N | Tore    | Diff. | Punkte |
| --- | -------------- | --- | - | - | - | ------- | ----- | ------ |
| 1.  | Club América   | 6   | 3 | 3 | 0 | 011:700 | +4    | 09:30  |
| 2.  | CD Guadalajara | 6   | 2 | 3 | 1 | 010:800 | +2    | 07:50  |
| 3.  | Club León      | 6   | 2 | 0 | 4 | 007:100 | −3    | 04:80  |
| 4.  | CF Nuevo León  | 6   | 1 | 2 | 3 | 006:900 | −3    | 04:80  |

| 4. April 1968     |     |                                       |
| Club América      | 2:0 | Club León \| Aztekenstadion           |
| 7. April 1968     |     |                                       |
| CD Guadalajara    | 2:2 | CF Nuevo León \| Estadio Jalisco      |
| 4. Mai 1968       |     |                                       |
| CF Nuevo León     | 1:1 | Club América \| Estadio Tecnológico   |
| 5. Mai 1968       |     |                                       |
| Club León         | 0:2 | CD Guadalajara \| Estadio León        |
| 30. Mai 1968      |     |                                       |
| CD Guadalajara    | 2:2 | Club América \| Estadio Jalisco       |
| 2. Juni 1968      |     |                                       |
| Club León         | 1:0 | CF Nuevo León \| Estadio León         |
| 27. Juni 1968     |     |                                       |
| Club América      | 2:1 | CF Nuevo León \| Aztekenstadion       |
| 30. Juni 1968     |     |                                       |
| CD Guadalajara    | 1:3 | Club León \| Estadio Jalisco          |
| 10. August 1968   |     |                                       |
| CF Nuevo León     | 0:2 | CD Guadalajara \| Estadio Tecnológico |
| 11. August 1968   |     |                                       |
| Club León         | 2:3 | Club América \| Estadio León          |
| 1. September 1968 |     |                                       |
| CF Nuevo León     | 2:1 | Club León \| Estadio Tecnológico      |
| Club América      | 1:1 | CD Guadalajara \| Aztekenstadion      |

### Gruppe C
| Pl. | Verein       | Sp. | S | U | N | Tore    | Diff. | Punkte |
| --- | ------------ | --- | - | - | - | ------- | ----- | ------ |
| 1.  | CD Oro       | 6   | 4 | 1 | 1 | 009:400 | +5    | 09:30  |
| 2.  | CF Monterrey | 6   | 2 | 3 | 1 | 008:500 | +3    | 07:50  |
| 3.  | CF Pachuca   | 6   | 1 | 4 | 1 | 006:800 | −2    | 06:60  |
| 4.  | CF Atlante   | 6   | 0 | 2 | 4 | 005:110 | −6    | 02:10  |

| 4. April 1968   |     |                                             |
| CF Monterrey    | 1:1 | CF Pachuca \| Estadio Tecnológico           |
| 7. April 1968   |     |                                             |
| CF Atlante      | 1:2 | CD Oro \| Aztekenstadion                    |
| 5. Mai 1968     |     |                                             |
| CF Pachuca      | 3:2 | CF Atlante \| Estadio Revolución Mexicana   |
| CD Oro          | 1:0 | CF Monterrey \| Estadio Jalisco             |
| 1. Juni 1968    |     |                                             |
| CF Monterrey    | 3:1 | CF Atlante \| Estadio Tecnológico           |
| 2. Juni 1968    |     |                                             |
| CD Oro          | 3:0 | CF Pachuca \| Estadio Jalisco               |
| 27. Juni 1968   |     |                                             |
| CF Atlante      | 1:1 | CF Pachuca \| Aztekenstadion                |
| 29. Juni 1968   |     |                                             |
| CF Monterrey    | 3:1 | CD Oro \| Estadio Tecnológico               |
| 11. August 1968 |     |                                             |
| CF Atlante      | 0:0 | CF Monterrey \| Aztekenstadion              |
| CF Pachuca      | 0:0 | CD Oro \| Estadio Revolución Mexicana       |
| 31. August 1968 |     |                                             |
| CD Oro          | 2:0 | CF Atlante \| Estadio Jalisco               |
| CF Pachuca      | 1:1 | CF Monterrey \| Estadio Revolución Mexicana |

### Gruppe D
| Pl. | Verein           | Sp. | S | U | N | Tore    | Diff. | Punkte |
| --- | ---------------- | --- | - | - | - | ------- | ----- | ------ |
| 1.  | Deportivo Toluca | 6   | 3 | 1 | 2 | 007:400 | +3    | 07:50  |
| 2.  | U.N.A.M.         | 6   | 3 | 0 | 3 | 010:700 | +3    | 06:60  |
| 3.  | CD Irapuato      | 6   | 3 | 0 | 3 | 008:160 | −8    | 06:60  |
| 4.  | CD Veracruz      | 6   | 2 | 1 | 3 | 007:500 | +2    | 05:70  |

| 7. April 1968     |     |                                                    |
| Deportivo Toluca  | 2:0 | U.N.A.M. \| Estadio Luis Gutiérrez Dosal           |
| CD Veracruz       | 5:0 | CD Irapuato \| Parque Deportivo Veracruzano        |
| 5. Mai 1968       |     |                                                    |
| CD Irapuato       | 2:1 | Deportivo Toluca \| Estadio Revolución             |
| U.N.A.M.          | 1:0 | CD Veracruz \| Estadio Ciudad de los Deportes      |
| 30. Mai 1968      |     |                                                    |
| U.N.A.M.          | 5:0 | CD Irapuato \| Estadio Ciudad de los Deportes      |
| 2. Juni 1968      |     |                                                    |
| CD Veracruz       | 0:1 | Deportivo Toluca \| Parque Deportivo Veracruzano   |
| 30. Juni 1968     |     |                                                    |
| CD Irapuato       | 3:2 | U.N.A.M. \| Estadio Revolución                     |
| Deportivo Toluca  | 0:0 | CD Veracruz \| Estadio Luis Gutiérrez Dosal        |
| 7. August 1968    |     |                                                    |
| U.N.A.M.          | 1:0 | Deportivo Toluca \| Estadio Ciudad de los Deportes |
| 11. August 1968   |     |                                                    |
| CD Irapuato       | 2:0 | CD Veracruz \| Estadio Revolución                  |
| 1. September 1968 |     |                                                    |
| CD Veracruz       | 2:1 | U.N.A.M. \| Parque Deportivo Veracruzano           |
| Deportivo Toluca  | 3:1 | CD Irapuato \| Estadio Luis Gutiérrez Dosal        |

## Viertelfinale
Die Begegnungen des Viertelfinals wurden zwischen dem 14. November und 15. Dezember 1968 ausgetragen.
|                | Gesamt          |                  | Hinspiel | Rückspiel |
| -------------- | --------------- | ---------------- | -------- | --------- |
| CD Oro         | 3:1             | U.N.A.M.         | 2:1      | 1:0       |
| CF Monterrey   | 2:2 (7:6 i. E.) | Deportivo Toluca | 1:1      | 1:1       |
| Club América   | 0:2             | CD Cruz Azul     | 0:1      | 0:1       |
| CD Guadalajara | 1:1 (2:0 i. E.) | Club Necaxa      | 0:1      | 1:0 n. V. |

## Halbfinale
Die Hinspiele des Halbfinals wurden am 26. Januar und die Rückspiele am 16. Februar 1969 ausgetragen.
|                | Gesamt |              | Hinspiel | Rückspiel |
| -------------- | ------ | ------------ | -------- | --------- |
| CD Guadalajara | 4:5    | CF Monterrey | 2:0      | 2:5       |
| CD Cruz Azul   | 4:1    | CD Oro       | 2:0      | 2:1       |

## Finale
Das Finale wurde am 2. März 1969 ausgetragen.
|              | Ergebnis  |              |
| ------------ | --------- | ------------ |
| CD Cruz Azul | 2:1 n. V. | CF Monterrey |

Mit der folgenden Mannschaft gewann der CD Cruz Azul den Pokalwettbewerb der Saison 1968/69: 
Roberto Alatorre – Marco Antonio Ramírez, Gustavo Peña, Javier Sánchez Galindo, Juan Manuel Alejándrez – Jesús Prado, Antonio Munguía, Héctor Pulido, Fernando Bustos (Cesáreo Victorino Ramírez) – José Guadalupe Flores, Rafael Hernández Pat (José Luis Guerrero); Trainer: Raúl Cárdenas.